# Hoplobatrachus
A Hoplobatrachus a kétéltűek (Amphibia) osztályának békák (Anura) rendjébe, ezen belül a Dicroglossidae családjába tartozó faj.

## Előfordulásuk
A nembe tartozó fajok Afrika Szaharától délre eső részén és Dél-, illetve Délkelet-Ázsiában honosak.

## Rendszerezés
A nembe az alábbi 5 faj tartozik:
- Hoplobatrachus crassus (Jerdon, 1854)
- Hoplobatrachus litoralis Hasan, Kuramoto, Islam, Alam, Khan, & Sumida, 2012
- afrikai foltosbéka (Hoplobatrachus occipitalis) (Günther, 1858)
- Hoplobatrachus rugulosus (Wiegmann, 1834)
- tigrisbéka (Hoplobatrachus tigerinus) (Daudin, 1802))